# Sardinen-Bewegung

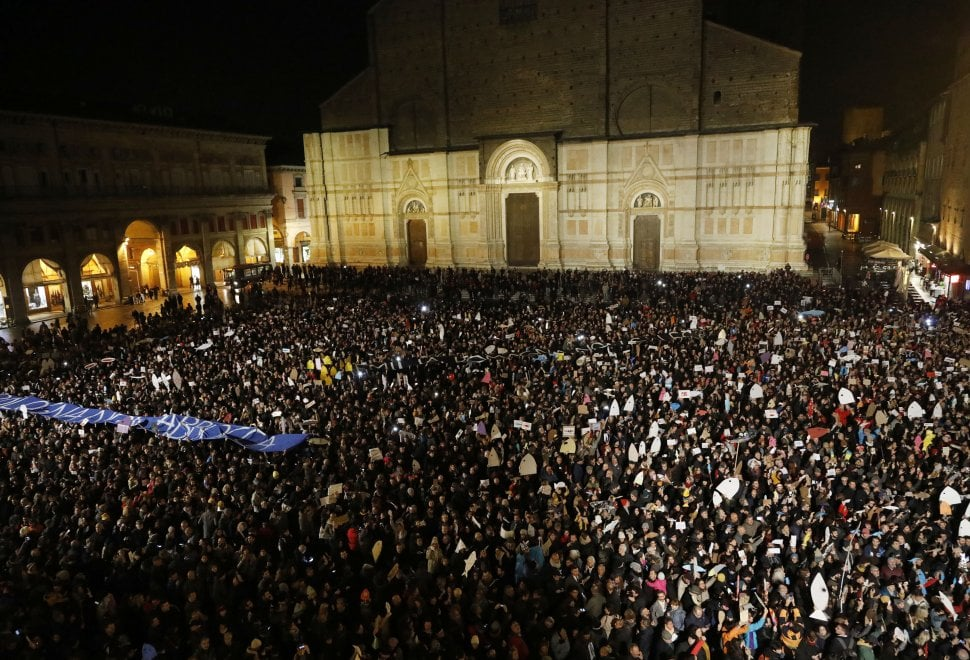
Flashmob „6000 Sardinen gegen Salvini“ am 14. November 2019 in Bologna

Die Sardinen-Bewegung (italienisch movimento delle sardine oder nur le sardine) ist eine politische Graswurzelbewegung, die im November 2019 in Italien entstand. Die Bewegung organisiert regelmäßig friedliche Demonstrationen, um gegen die zunehmenden rechtspopulistischen und -extremistischen Tendenzen in Italien zu protestieren. Insbesondere wird die agitative Rhetorik des dem Neofaschismus nahestehenden Parteisekretärs der Lega Matteo Salvini verurteilt. Der Name „Sardinen“ geht auf die Idee zurück, dass Demonstrationen mit einer großen Zahl von Teilnehmern organisiert werden sollen, bei denen die Teilnehmer dicht gedrängt beieinander stehen wie Sardinen in einem Schwarm.

## Geschichte
Die Sardinen-Bewegung wurde durch einen Flashmob inspiriert, der am 14. November 2019 am Piazza Maggiore, dem Hauptplatz in Bologna, Emilia-Romagna, stattfand. Der Flashmob war als Gegenveranstaltung zur Wahlkampfauftaktsveranstaltung von Matteo Salvini und seiner Lega-Partei für die italienischen Regionalwahlen 2020 in der Stadthalle PalaDozza in Bologna gedacht. Das Motto der Veranstaltung war „Bologna non si Lega“, was sich wörtlich mit „Bologna bindet sich nicht“ übersetzen lässt, aber auch eine Referenz zu dem Namen der Partei Salvinis, Lega, ist. Der von vier Freunden über Soziale Netzwerke organisierte Flashmob hatte sich zum Ziel gesetzt gehabt, mindestens 6.000 Menschen auf der Piazza Maggiore zu versammeln und sollte damit mehr Personen zusammenbringen, als die nur 5.750 Menschen fassende Stadthalle, in der Salvini am gleichen Abend die Spitzenkandidatin der Lega für die Regionalratswahlen in der Emilia-Romagna Ende Januar 2020, Lucia Bergonzini, vorstellte. An dem Flashmob, der sich auch „6,000 Sardinen gegen Salvini“ nannte ("6000 sardine contro Salvini") nahmen schließlich fast 15.000 Leute teil, was auch zu einer großen medialen Aufmerksamkeit für den Protest führte.

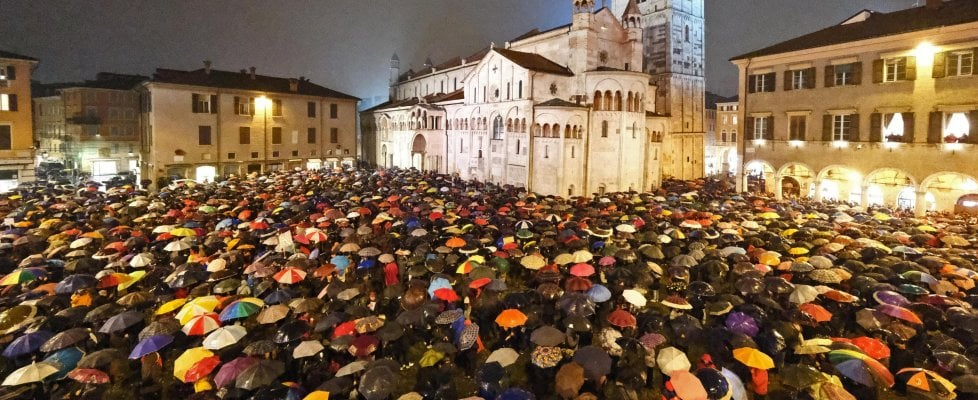
Sardinen-Proteste in Modena

In den folgenden Wochen wurden in ganz Italien weitere hundert Flashmobs organisiert, die größten fanden in Florenz, Mailand und Turin statt. Auch im Ausland fanden vereinzelte Flashmobs statt, wie in New York City. Einen Monat nach dem ersten Flashmob in Bologna wurde am 14. Dezember 2019 auf der Piazza San Giovanni in Rom zum Sardina Global Day aufgerufen, dem laut Veranstalter 100.000 und laut Polizei 35.000 Menschen beiwohnten.
Am 19. Januar 2020, eine Woche vor den Regionalratswahlen in der Emilia-Romagna, wurde von den Sardinen auf der Piazza VIII Agosto in Bologna eine Konzertveranstaltung organisiert und über Crowdfunding finanziert, bei der zahlreiche italienische Künstler auftraten und der laut Veranstalter 35.000 bis 40.000 Menschen beiwohnten.

## Ideologie
Die Sardinen verstehen sich als überparteiliche Bewegung. In ihrem am 21. November 2019 veröffentlichten Manifest wenden sie sich insbesondere gegen einen von Lügen, Hass und leeren Inhalten geprägten Populismus. Dabei wird der Omnipräsenz von vor allem in Netzwerken verbreiteten populistischen Aussagen der Kampf angesagt. Insbesondere wird gefordert, „dass Gewalt in all ihren Formen aus der politischen Sprache und aus politischen Inhalten verschwindet“.
Kritiker, insbesondere aus dem rechten Parteienspektrum, halten den Sardinen dagegen ihre Nähe zur Demokratischen Partei vor. Öffentlich gelobt wurde die Bewegung allerdings nicht nur von der Demokratischen Partei, sondern auch von Politikern der Fünf-Sterne-Bewegung. Parteisymbole und Flaggen sind auf den Flashmobs und Demonstrationen nicht erwünscht. Vertreter der Sardinen-Bewegung selbst gaben an, dass sie „zuallererst einmal hinter der italienischen Verfassung“ stehen. Von Beobachtern wurde zudem hervorgehoben, dass die Protestierenden aus unterschiedlichsten Altersgruppen stammen.